# Brevipalpus spatulatus
Brevipalpus spatulatus är en spindeldjursart som beskrevs av Baker och James P. Tuttle 1987. Brevipalpus spatulatus ingår i släktet Brevipalpus och familjen Tenuipalpidae. Inga underarter finns listade.